# Lee Ching-Chung
Lee Ching-Chung es un deportista taiwanés que compitió en judo adaptado. Ganó dos medallas en los Juegos Paralímpicos de Verano, oro en Atlanta 1996 y bronce en Sídney 2000.

## Palmarés internacional
| Representando a China Taipéi |                          |                   |           |
| Juegos Paralímpicos          |                          |                   |           |
| Año                          | Lugar                    | Medalla           | Categoría |
| 1996                         | Atlanta (Estados Unidos) | Medalla de oro    | –60 kg    |
| 2000                         | Sídney (Australia)       | Medalla de bronce | –60 kg    |